# Bisilamane, Bhadravati
Bisilamane là một làng thuộc tehsil Bhadravati, huyện Shimoga, bang Karnataka, Ấn Độ.